# Gomezserracín
Gomezserracín es un municipio y localidad española de la provincia de Segovia, en la comunidad autónoma de Castilla y León. El término municipal tiene una población de 625 habitantes (INE 2024).

## Geografía

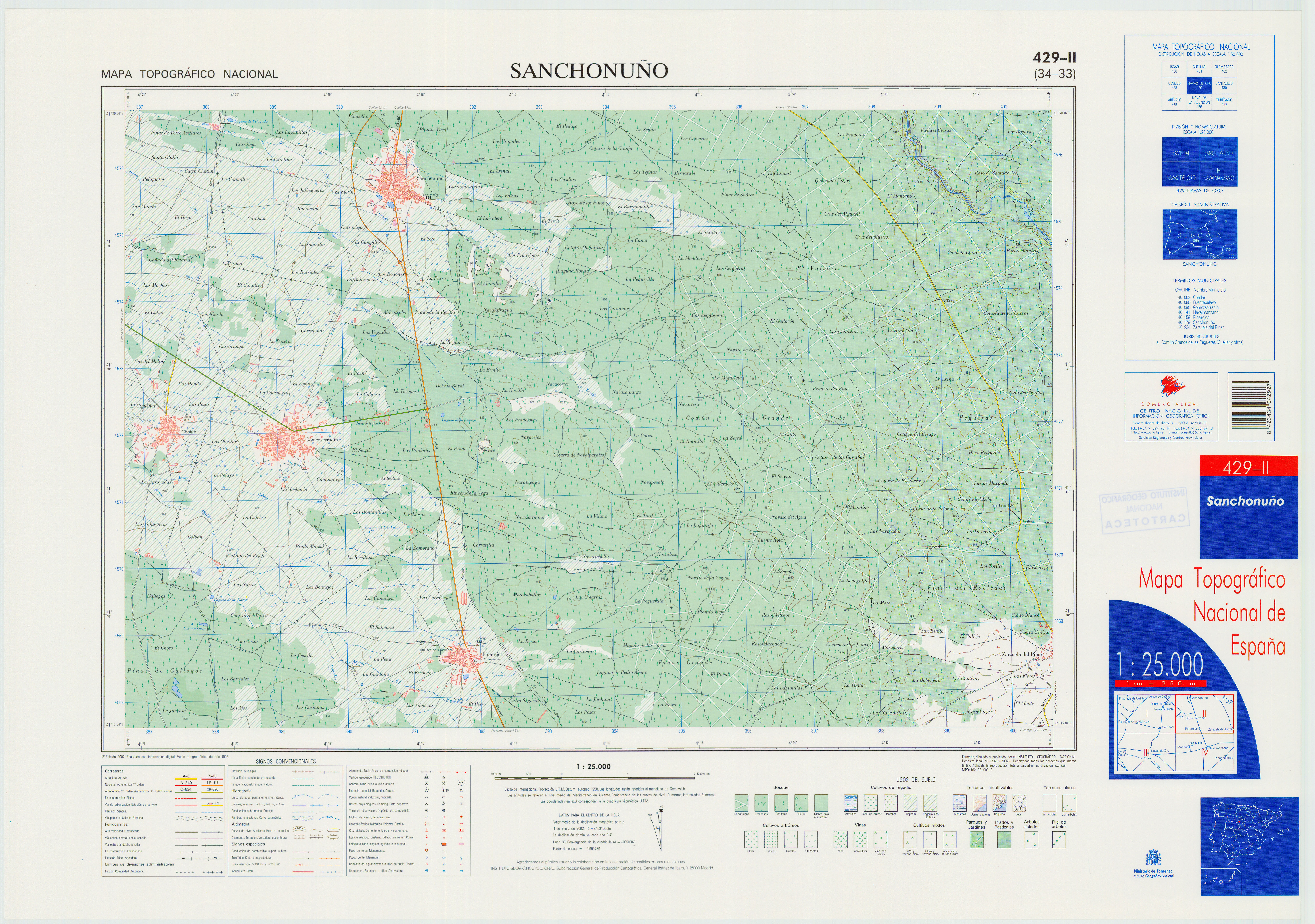
Fragmento de la hoja 429 del Mapa Topográfico Nacional de España de 2002 en el que se representa Sanchonuño

El municipio tiene una superficie de 30,26 km² y por él cruza la autovía de Pinares.
| Noroeste: Cuéllar | Norte: Sanchonuño | Noreste: Cuéllar |
| Oeste: Cuéllar    |                   | Este: Cuéllar    |
| Suroeste: Cuéllar | Sur: Pinarejos    | Sureste: Cuéllar |

## Historia
Fue fundado en el siglo XIII por el noble de origen burgalés radicado en la villa de Cuéllar llamado Gómez Sarracín, que dio nombre al lugar. Fue este caballero padre de Fernando Sarracín, que alcanzó la dignidad eclesiástica de obispo de Segovia.
Hacia mediados del siglo XIX, el lugar tenía contabilizada una población de 364 habitantes. Aparece descrito en el octavo volumen del Diccionario geográfico-estadístico-histórico de España y sus posesiones de Ultramar de Pascual Madoz de la siguiente manera:

GOMEZ-SARRACIN: l. con ayunt. de la prov. y dióc. de Segovia (7 leg.), part. jud. de Cuellar (2 y 1/2), aud. terr. y c. g. de Madrid (21): sit. en terreno llano, le combaten todos los vientos y su clima es propenso á tercianas y cuartanas: tiene sobre 100 casas inclusa la de ayunt. en la que está la cárcel; un pósito, escuela de instruccion primaria de niños á las que concurren 30: que se hallan á cargo de un maestro dotado con 1,100 rs. otra de niñas cuyo maestro no tiene dotacion fija; una fuente de buenas y abundantes aguas; y una igl. parr. (Sta. Maria Magdalena), servida por un parroco cuyo curato es de 2.° ascenso, y de provision real y ordinaria, tiene por anejo á Chatun en donde hay una igl. (San Andrés Apóstol), en los afueras de la pobl. se encuentra una ermita, y tocando á ella el camposanto. El térm. confina N. Sancho Nuño y el Campo; E. Comunes de villa y tierra de Segovia; S. Pinarejos, y San Martin y Mudrian, y O. Chatun comprende 4 pequeños pinares, que se estienden 1/2 leg. cuadrada, y un prado bueno para bueyes y yeguas: y le atraviesa un arroyo titulado Parroñas. El terreno es de mediano calidad. caminos: los que dirigen á los pueblos limítrofes en mal estado, y el que va á Cuellar y Segovia en mediana. correos: se reciben de la cab. del part. por carga vecinal. prod.: trigo, cevada, centeno, cáñamo, titos, garbanzos y patatas; mantiene ganado lanar churro, y vacuno; cria caza de liebres y perdices, y pesca de esquisitas tencas. ind. y comercio: la agrícola y esportacion de los frutos sobrantes. pobl.: 98 vec, 364 alm. cap. imp.: 54,753 rs. contr. segun el cálculo general y oficial de la prov. 20'72 por 100: el presupuesto municipal asciende á 2.400 rs. y se cubre con 1,500 rs. producto de propios y por reparto vecinal.
(Madoz, 1847, pp. 441-442)

## Demografía
Cuenta con una población de 625 habitantes (INE 2024).
| Gráfica de evolución demográfica de Gomezserracín entre 1842 y 2021                                                                                               |
| |
| Población de derecho según los censos de población del INE Población de hecho según los censos de población del INEEn este censo se denominaba Gomeserracín: 1842 |

## Símbolos
El escudo heráldico que representa al municipio fue aprobado oficialmente el 28 de enero de 2016. El escudo se blasona de la siguiente manera: 

Escudo cuartelado, Primero de azur con espadaña en plata. Segundo, en sinople con vaca en plata. Tercero, en sable con tenca en plata. Cuarto, en oro con pino resinero en color con pote y hojalata. Bordura en sable con ocho roeles de oro. Timbrado de la Corona Real Española.
Boletín Oficial de Castilla y León nº 136/2016 de 15 de julio de 2016

## Administración y política
| Periodo   | Nombre                                                                                            | Partido   |
| --------- | ------------------------------------------------------------------------------------------------- | --------- |
| 1979-1983 | Gerardo del Caz de Frutos                                                                         | UCD       |
| 1983-1987 | Gerardo del Caz de Frutos                                                                         | AP-PDP-UL |
| 1987-1991 | Adolfo Sanz Pérez                                                                                 | PDP       |
| 1991-1995 | José Luis Vega Sanz                                                                               | PSOE      |
| 1995-1999 | Mª. del Pilar Nieto Muñoz                                                                         | PP        |
| 1999-2003 | José María del Caz Ruano(1999)Brígida del Caz Chico (1999-2002)Jesús Cáceres Palomero (2002-2003) | PP        |
| 2003-2007 | Jesús Cáceres Palomero                                                                            | PP        |
| 2007-2011 | Santiago Sanz Gómez                                                                               | PSOE      |
| 2011-2015 | Laura Del Río Arranz                                                                              | PP        |
| 2015-2019 | Laura Del Río Arranz                                                                              | PP        |
| 2019-2023 | Martín Ruano Plaza                                                                                | PSOE      |
| 2023-act. | José Sanz Gómez                                                                                   | PP        |

## Patrimonio

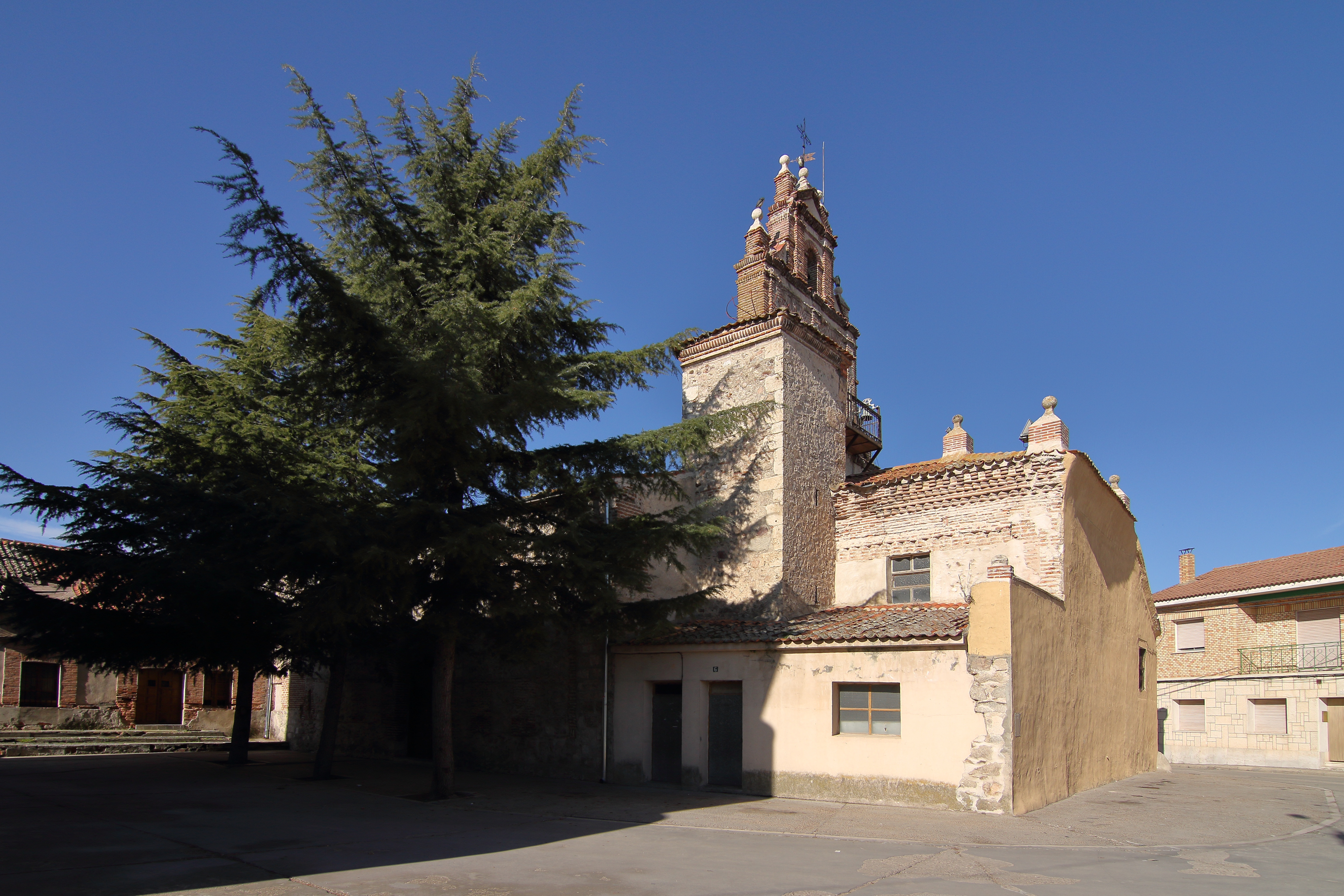
Iglesia de Santa María Magdalena

En la localidad hay una iglesia bajo la advocación de Santa María Magdalena.

## Fiestas

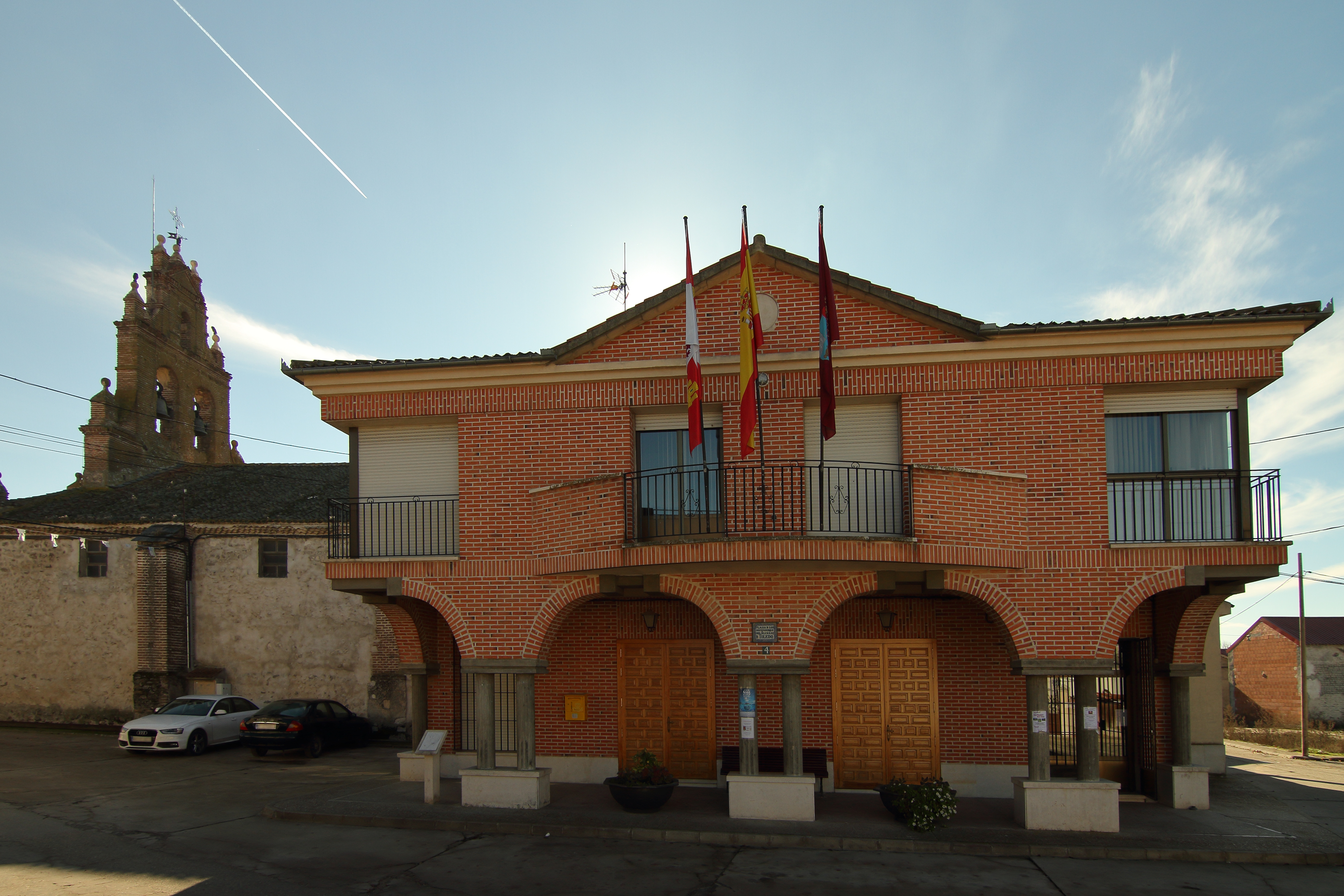
Casa consistorial

- San Isidro Labrador, se lleva el santo por las calles del pueblo adornado con ramos y flores. Se celebra el 15 de mayo.
- San Antonio de Padua, patrón del pueblo. Suelen ser las más largas. Se celebra el 13 de junio.
- Santa María Magdalena, es la patrona y las fiestas son las más grandes. Se celebra el 22 de julio.

## Personas notables
- Francisco Guillén Salaya. Político, sindicalista y escritor español, procurador en Cortes.